# Papyrus Hearst
Le papyrus Hearst est un papyrus médical datant de la XVIIIe dynastie, aux alentours des règnes de Thoutmôsis III ou Amenhotep II mais il aurait été composé plus tôt, au cours du Moyen Empire, vers -2000.
Lors de sa découverte au printemps 1901 par George Andrew Reisner qui dirigeait à Deir el-Ballas une expédition pour le compte d'université américaine, il a été nommé plus tard d'après le nom de la mère du magnat de la presse William Randolph Hearst. D'une longueur de trois mètres cinquante, il est conservé à la bibliothèque Bancroft de l'université de Californie à Berkeley.
Le papyrus Hearst relate probablement les notes d’un docteur en exercice sous la XVIIIe dynastie qui emprunta des remèdes à des œuvres diverses dont le papyrus Ebers.
Il comporte deux-cent-soixante paragraphes, sur dix-huit colonnes ; il est écrit en hiératique. Les thèmes vont de « une dent qui tombe » à « recours pour le traitement du poumon », mais se concentre sur les traitements pour les problèmes concernant le système urinaire, le sang, les cheveux et les morsures (par des êtres humains, porcs, et des hippopotames).
Si le contenu du papyrus a été largement étudié à partir de la publication faite en 1905 par Reisner, le papyrus d'origine n'a jamais été examiné avec soin ; au cours des années, certains doutes ont été soulevés au sujet de son authenticité.

## Sources
- Todd M. Hichey, Elisabeth O'Connell, The Hearst Medical Papyrus, Bancroft Library, Université de Californie, Berkeley, 2003
- Austin Marry, Ancient Egyptian Medical Papyri, 2004